# 康布爾修道院

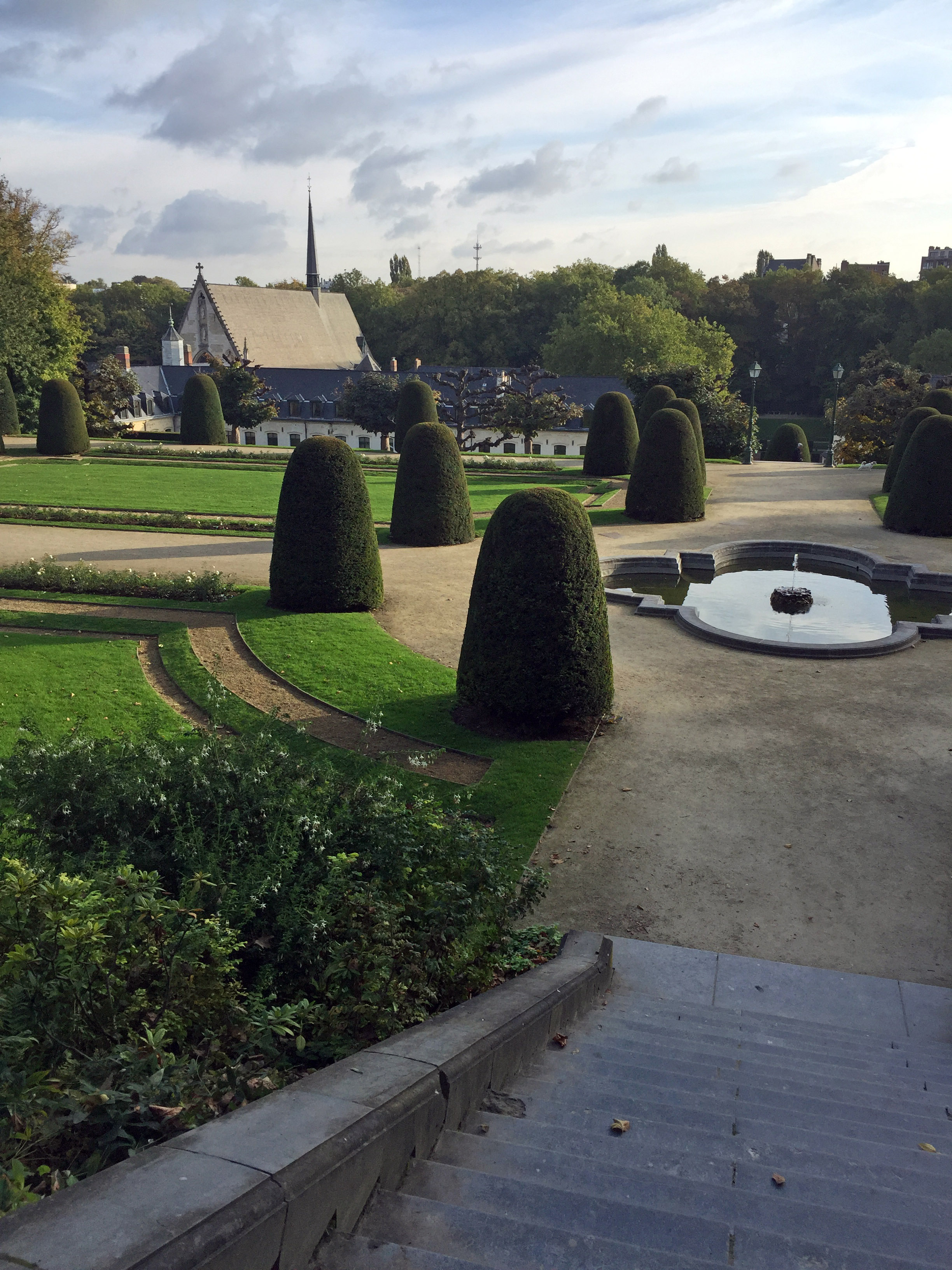
康布爾修道院

康布爾修道院（法語：Abbaye de La Cambre）是位於比利時首都布魯塞爾的一個熙篤會修道院。修道院始建於1196年。法國大革命期間修道院曾被關閉。現在的建築修建於18世紀。